# Đào An Thái
Đào An Thái (1923 – 2018) là một nhà cách mạng Việt Nam, Đảng viên Đảng Cộng sản Việt Nam, Bí thư tỉnh ủy Hòa Bình.

## Thân thế
Ông tên thật là Vũ Duy Nhai, sinh ngày 20 tháng 10 năm 1923, quê ở xã Tây Ninh, huyện Tiền Hải, tỉnh Thái Bình ngày nay.

## Tiểu sử
Ông tham gia hoạt động cách mạng trước năm 1945, từng bị thực dân Pháp bắt giam trong nhà tù Hỏa Lò. Ở trong tù, do nắm vững điều lệ Việt Minh, nên ông được giao cho nhiệm vụ cùng với Lưu Văn Thi mở lớp học chính trị trong tù. Hai ông vì thế mà trở thành đôi bạn tri kỷ. Ông từng nghe theo gợi ý của Thi, dùng cành cây bàng trong tù để khoét sáo, giúp Đỗ Nhuận phối nhạc.
Tháng 3 năm 1945, ông cùng Lưu Văn Thi vượt ngục thành công, đổi tên là Đào An Thái (vì quê ở Thái Bình), lên Thái Nguyên giữ chức Bí thư tỉnh bộ Việt Minh tỉnh. Sau Cách mạng tháng Tám, ông giữ chức Phó bí thư Tỉnh ủy Hòa Bình.
Ngày 21 đến ngày 25 tháng 5 năm 1948, tại Đại hội đại Đại hội Đảng bộ tỉnh Hòa Bình lần đầu tiên ở đình Lập, xóm Lập, xã Hạ Bì, huyện Lương Sơn, nay là xã Lập Chiệng, huyện Kim Bôi, ông được bầu giữ cương vị Bí thư Tỉnh ủy Hòa Bình. Đại hội nhất trí cử ông làm trưởng đoàn, dẫn đầu đoàn đại biểu Đảng bộ tỉnh Hòa Bình gồm 7 người đi dự Đại hội Đảng bộ Liên khu III. Đến Đại hội lần thứ hai (1951) thì ông Lê Đạm lên thay.
Ông còn trải qua các chức vụ Phó Văn phòng Ban Tuyên huấn Trung ương, Vụ trưởng Vụ Kiểm tra Dân chủ – Kỷ luật thuộc Ủy ban Kiểm tra Trung ương, Cục trưởng Cục Lưu trữ thuộc Phủ Thủ tướng (nay là Cục Văn thư và Lưu trữ Nhà nước thuộc Bộ Nội vụ).
Ngày 8 tháng 6 năm 2018, ông mất tại Đồng Tháp.

## Tác phẩm
- Hòa Bình những năm tháng không quên (hồi ký), Nhà xuất bản Sở Văn hoá – Thông tin tỉnh Hoà Bình (1997).

## Vinh dự
- Huân chương Độc lập hạng Nhất[1]
- Huy hiệu 75 năm tuổi Đảng[1]